# 性感象征
性感象征（英語：Sex symbol），指某一个著名的女性或男性被大众发现非常有性吸引力，而成为性感的代言人。
社會對女性的美的標準和宣傳，會對絕大多數的女性造成壓力。研究顯示，絕大多數(70%)的女性認為能代表自己的人物中在日常圖像中並未得到充分的展現，且絕大多數的女性都認為自己感受到媒體中不真實的美的標準的壓力；另外性感化並不總是好的選擇，像例如雖然電玩女性常常性感化，但性感化的設計並不總是受歡迎，甚至男性也不歡迎此類的設計。一項於2020年進行、涵蓋2,006名年紀超過16歲、橫跨英國與美國的電玩玩家的調查顯示，62%的女性玩家及50%的男性玩家認為遊戲的女角經常被過度性化。

## 伸延閱讀
- Donna Leigh-Kile, Sex Symbols, Random House Inc, Aug 28, 1999, ISBN 188331951X